# Notre-Dame-de-Courson
Notre-Dame-de-Courson és un antic municipi francès situat al departament de Calvados i a la regió de Normandia. L'any 2018 tenia 368 habitants. Des del 1r de gener de 2016 es va integrar en el municipi nou de Livarot-Pays-d'Auge com a municipi delegat. En reunir vint-i-dos antics municipis, aquest municipi nou és el més gros de tots els municipis nous de França.

## Demografia
El 2007 la població era de 392 persones. Aleshores hi havia 154 famílies i 272 habitatges: 155 habitatges principals, 104 segones residències i 14 desocupats. 250 eren cases i 16 eren apartaments.

La població ha evolucionat segons el següent gràfic:

## Economia
El 2007 la població en edat de treballar era de 230 persones, 160 eren actives i 70 eren inactives. Hi havia unes empreses alimentàries, una petita fàbrica així com serveis i comerços de proximitat. A més, el 2000 hi havia 29 explotacions agrícoles que conreaven un total de 1.008 hectàrees.